# 洞 (小說)
《洞》（英語：Holes），是美國知名作家路易斯·薩奇爾的一本小說，描述一位倒霉的少年，無辜的被送到綠湖營受罰。《洞》於2003年被拍成一部電影-《別有洞天》。作者當初念的是法律學院，但因對兒童文學感興趣，最後決定棄律師而開始寫兒童書。

## 大綱
某一天少年史丹利（Stanley Yelnats）才剛在學校被霸凌完後，在回家的路上走过一座天桥的时候从「天上」掉下一雙球鞋，于是決定帶回家拿給爸爸研究除臭的方法。史丹利不知道那是一雙棒球明星（正是史丹利的偶像）的鞋子，回家的路上，不幸遇到警察，被誤認為是偷鞋子的小偷，就因此被逮捕起來。
法官給予史丹利兩項選擇:兩年監獄服刑或18個月的綠湖營。史丹利從沒去過夏令營，於是決定前往綠湖營，並且答應每一個星期最少要寫一封信給他的媽媽。
綠湖營是一個專門感化青少年的機構，原本應兼具夏令營娛樂的本質與教化的目的，但獄吏只顧自己享受，它不但沒有興建青少年感化機構應有的設施，還假藉勞動改造的理由讓少年們一人一天挖一個直徑五呎、深五呎的洞，目的卻完全是為了尋找寶藏。史丹利在綠湖營認識了X光、零蛋、烏賊、腋窩、磁鐵、曲折Z（都是外号）等同伴，大家都來自不同的種族與背景，個性也截然不同。
大家都經常取笑零蛋(Zero)笨，連輔導老師們也會嘲笑他，因為他不識字。史丹利認識了零蛋之後，發現零蛋其實一點也不笨，只是他不願回答他認為無聊的問題。史丹利就因此每天教零蛋寫字，與每個字母正確的念法。零蛋學得很快，可是後來有位輔導老師當眾取笑他，因而逃離綠湖營。史丹利一天比一天擔憂，卻未見零蛋回到營區，最後他不忍心讓零蛋在沙漠中渴死，毅然決定尋找零蛋。兩人在沙漠中找到史丹利的曾曾祖父所說的 ：「 我在上帝的大拇指上找到避難的地方 。」，靠著喝髒水和吃洋蔥撐了幾天，然後返回綠湖營。
回到營區時，已是三更半夜，兩人一起挖那個史丹利找到發現那支金色管子的洞，挖出史丹利曾祖父的寶藏。隔天，一名律師和檢察官向綠湖營要求釋放史丹利，同時發現獄吏以勞動改造為藉口，要求少年們挖洞找寶藏的事實，便立刻下令關閉綠湖營。

## 得獎紀錄
- 1999年紐伯瑞文學獎金牌獎
- 1999年美國國家圖書獎
- 1999年[紐約時報]年度傑出圖書
- 1999年美國青少年讀物暢銷排行榜前三名

## 續集
《洞》有兩部續集，分別是《Stanley Yelnats' Survival Guide to Camp Green Lake》（2003年出版）和《小步小步走》（2006年出版）。